# 盧卡斯·尤特凱維奇
盧卡斯·伊撒·保羅·祖基域斯（英語：Lukas Isaac Paul Jutkiewicz；1989年3月28日—），出生於英格蘭南安普敦，祖籍波蘭，司職前鋒，是一名已退役職業足球員，現時在英冠球會伯明翰擔任球探。

## 生平

### 球會
早年
祖基域斯出身於家鄉球會修咸頓的青訓系統。
史雲頓
祖基域斯於2005年加盟英甲球會史雲頓，於2006年4月11日年僅17歲即以後補身份首次代表一隊上陣，以1-2敗於史雲斯腳下，一週後更以正選身份作客出戰斯肯索普，其後再獲派上陣3場，但球隊不幸於來季降班英乙。同年7月祖基域斯與史雲頓簽訂三年合約。
2006/07年球季初祖基域斯只被安排擔後板凳球員，於球賽末段上陣三數分鐘。直到2006年12月5日作客對曼斯菲才復任正選，下一場對榜首球隊華素爾，祖基域斯先拔頭籌兼取得個人首個入球，協助球隊2-0獲勝，並使華素爾吃下球季首場主場敗仗。他在餘下球季再射入4球，協助球隊獲得聯賽季軍及直接升班席位，降班一年後即重返英甲。
愛華頓
2007年3月17日祖基域斯在18歲生日前數天以100萬英鎊身價轉投英超球會愛華頓，簽約四年，繼續留隊到球季結束才到新球隊報到，他於7月歸隊參加季前訓練，獲發上季由雲達美迪穿著的「27」號球衣。
2008年1月祖基域斯獲外借到英冠球會普利茅夫直到球季結束，與曾在史雲頓執教他的保羅·斯特羅克（Paul Sturrock）重逢，於元旦日對卡迪夫城以後補身份首次上陣。惟僅在聯賽上陣3場及英格蘭足總盃上陣兩場，沒有取得入球，借用期滿後返回愛華頓。
2008/09年球季祖基域斯獲得為愛華頓首次上陣的機會，於12月28日在主場3-0擊敗新特蘭球賽末段後補入替卡希爾。2009年2月13日他再被外借到英甲球會哈德斯菲爾德渡過餘下球季，於翌日主場1-0擊敗列斯聯首次上陣。在借用期間雖然獲得上陣7場，但表現一般，亦無法取得入球。
2009年8月27日祖基域斯獲外借到蘇超球會馬瑟韋爾6個月，8月29日首次披甲上陣出戰鴨巴甸，踏入10月份祖基域斯狀態大勇，首先在10月3日主場1-0擊敗福爾柯克頂入唯一入球兼其首個蘇超入球；再在10月24日作客聖美倫於球賽末段連入兩球扳平3-3。由於表現出色，獲選為「蘇超10月份最佳青年球員」。上半季在19場聯賽射入8球，獲得延長借用直到球季結束。
高雲地利
2010年7月26日，英冠高雲地利從英超愛華頓簽入祖基域斯，轉會費金額沒有透露，合約為期三年。
2012年1月14日，英冠米杜士堡原從高雲地利買入祖基域斯，但因轉會費金額未談妥及米杜士堡急於用人，故雙方同意先用借用形式處理。
米杜士堡
2012年1月16日，米杜士堡與高雲地利談妥轉會費以130萬英鎊購入祖基域斯，並簽約四年半另同意祖基域斯於2012年1月21日雙方進行之英冠賽事不上場。
伯恩利
2014年7月15日，卢卡斯·尤特基维茨以最多可达到225万英镑的身价加盟英超升班马伯恩利队。。

### 國家隊
除可為出生地英格蘭效力外，祖基域斯亦由於母親的關係有資格代表愛爾蘭，同時其祖父的出生地波蘭亦在考慮之列，但至今祖基域斯仍未作出決定，他並非波蘭的公民。

## 外部連結
- 足球数据库：盧卡斯·祖基域斯的球员统计数据
- Huddersfield Town profile